# Parcul Regele Mihai I al României
Der Parcul Regele Mihai I al României (deutsch König-Michael-I.-von-Rumänien-Park), bis 2017 Parcul Herăstrău (deutsch Herăstrău-Park), ist der größte Park Bukarests in Rumänien. Er befindet sich im Norden der Stadt, rund um den Herăstrău-See.

## Geschichte
Ursprünglich war das Gebiet voller Sümpfe, aber diese wurden zwischen 1930 und 1935 abgelassen, und der Park wurde im Jahr 1936 eröffnet. 1951 wurde der Park erweitert. In seiner kurzen Geschichte trug der Park schon die Namen Parcul Național, Parcul Carol al II-lea, Parcul I. V. Stalin und Parcul Herăstrău, ehe er Ende 2017 nach dem kurz zuvor verstorbenen ehemaligen König Mihai I. benannt wurde.

## Beschreibung
Der Park hat eine Fläche von ca. 1,1 km², wovon 0,7 km² der See einnimmt. Der Park besteht aus zwei Teilen: dem Dorfmuseum und dem öffentlichen Park. Kleinboote sind auf dem See erlaubt. Die Gestaltung der Parkanlage bewerkstelligten die Landschaftsarchitekten Eduard Pinard und Friedrich Rebhun. Die Alleen wurden von Octav Dobrescu angelegt. Ein ganz besonderes Verdienst kommt dem Architekten Rebhun für die Anlage der floristischen Arrangements zu.
2004 wurde der Park vom Kulturministerium in Bukarest zum Naturdenkmal erklärt und in der Liste der Naturdenkmäler mit der Registriernummer B-I-s-B-17874 versehen.
Anziehungspunkte des Parks sind die jährliche Gartenschau „Expoflora“, die Roseninsel „Insula Trandafirilor“ und der japanische Garten „Grâdina japoneza“. Im Park gibt es ferner zwei Freilichtbühnen, Bibliotheken, Sportplätze, Schiffsanlegestellen am Herăstrău-See und vieles mehr.

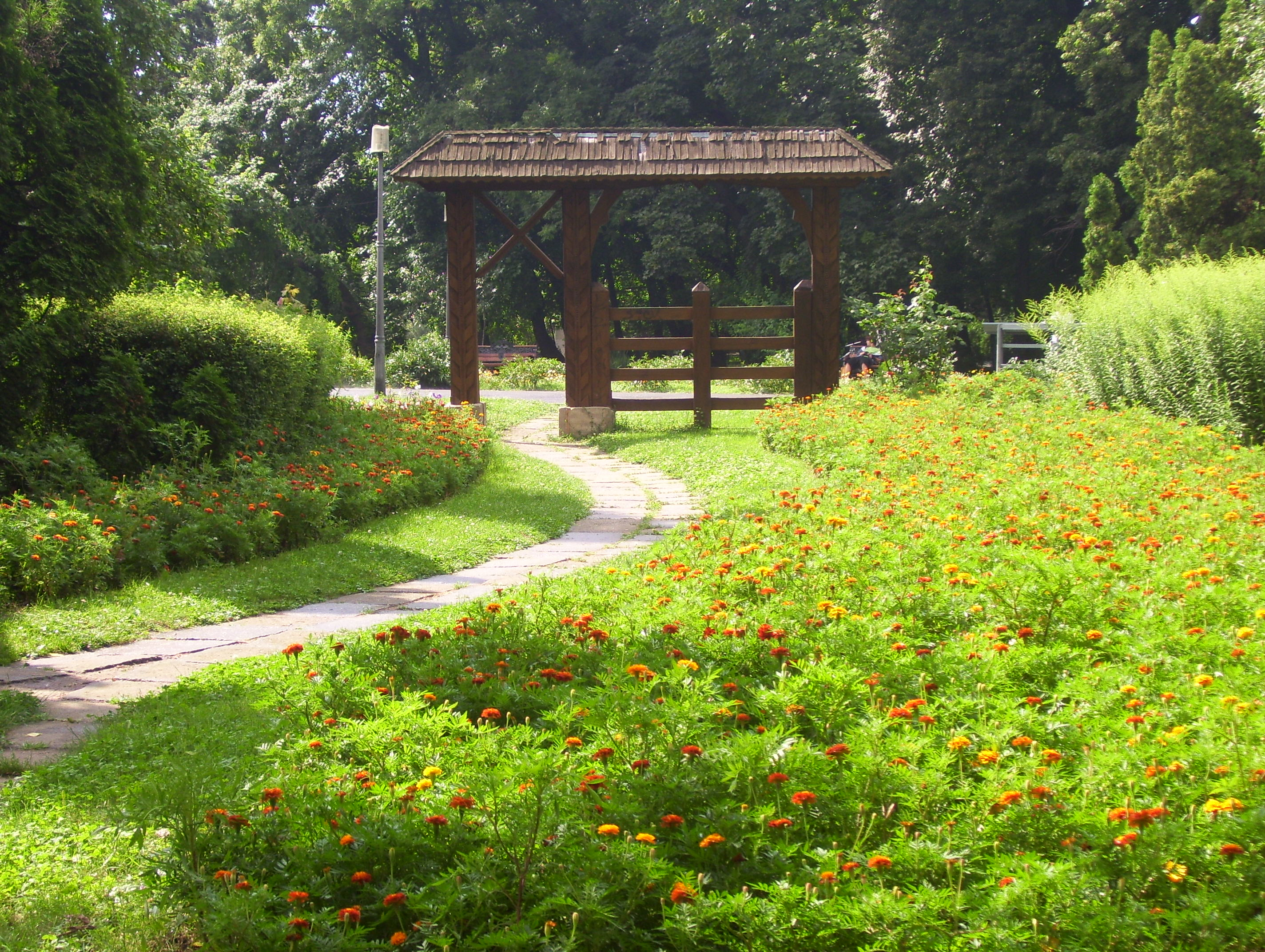
Parkansicht
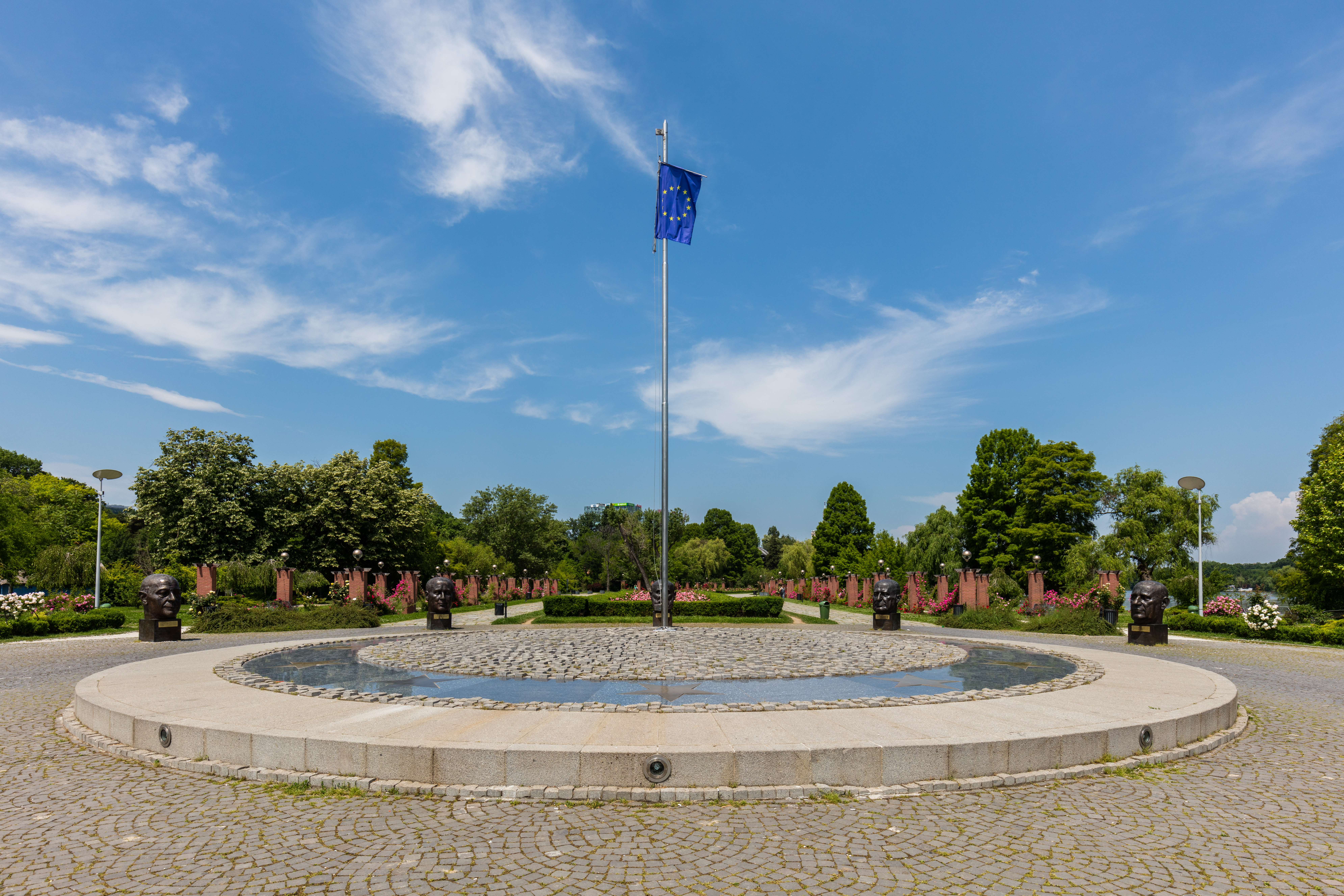
Park
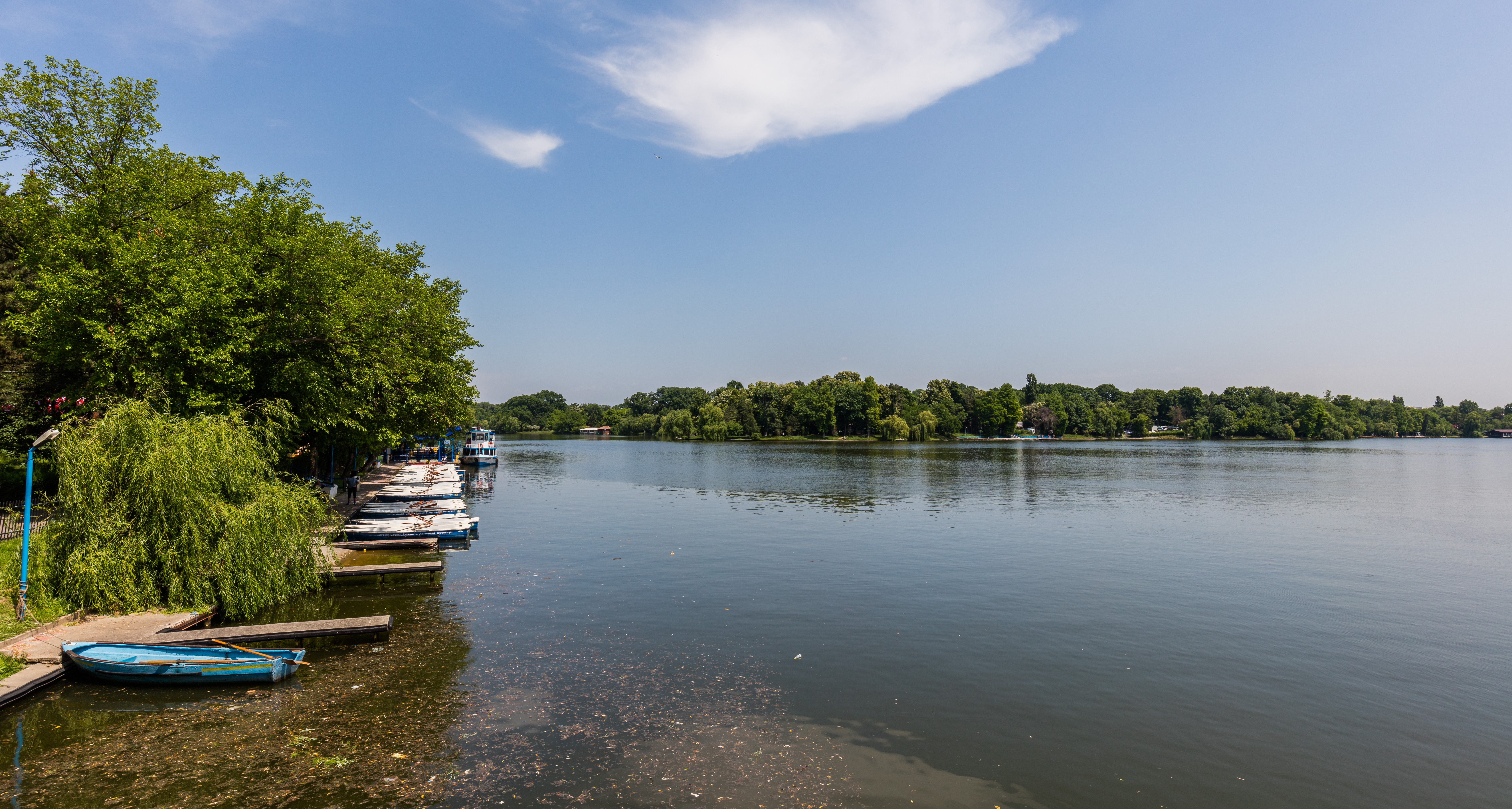
See
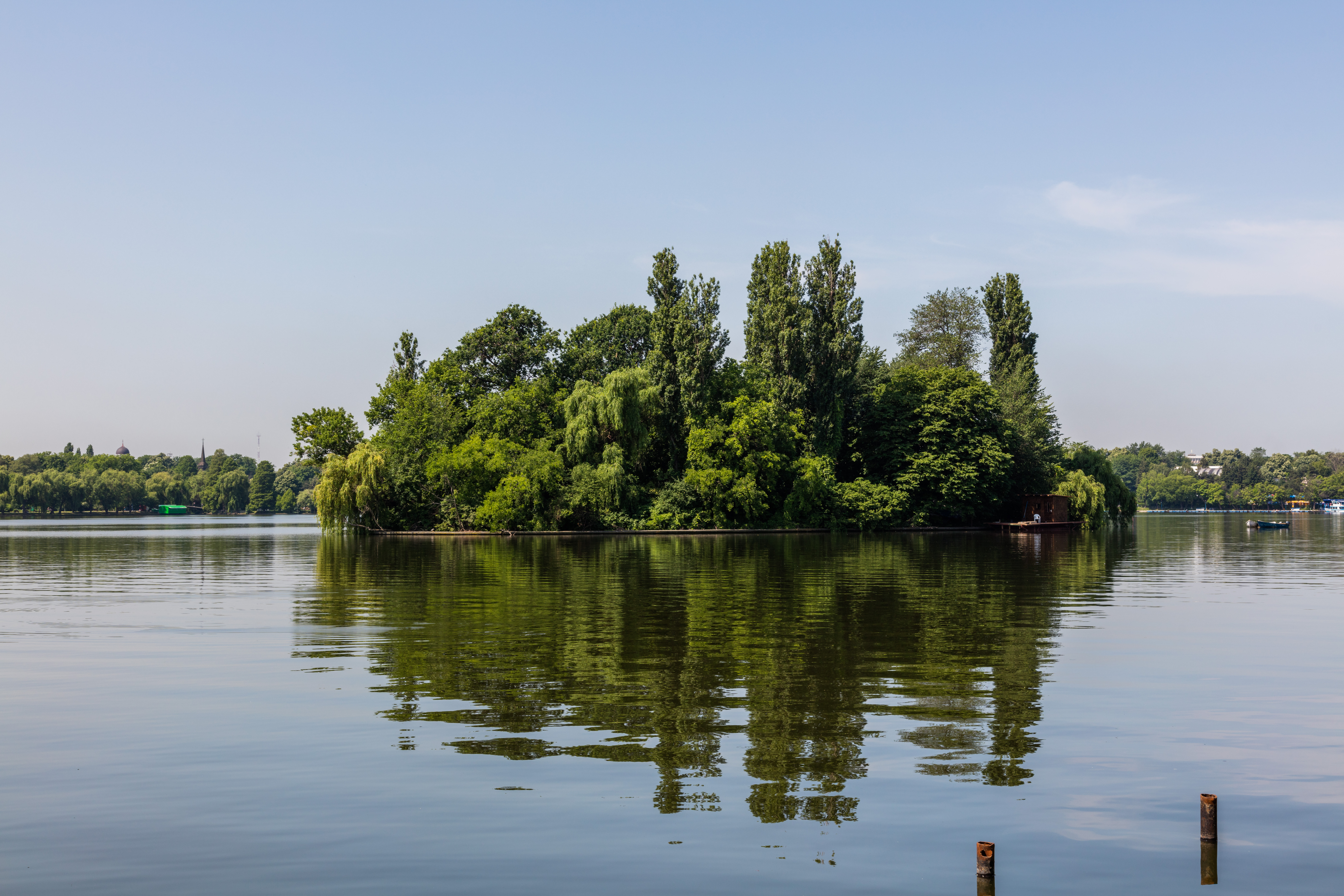
Insel
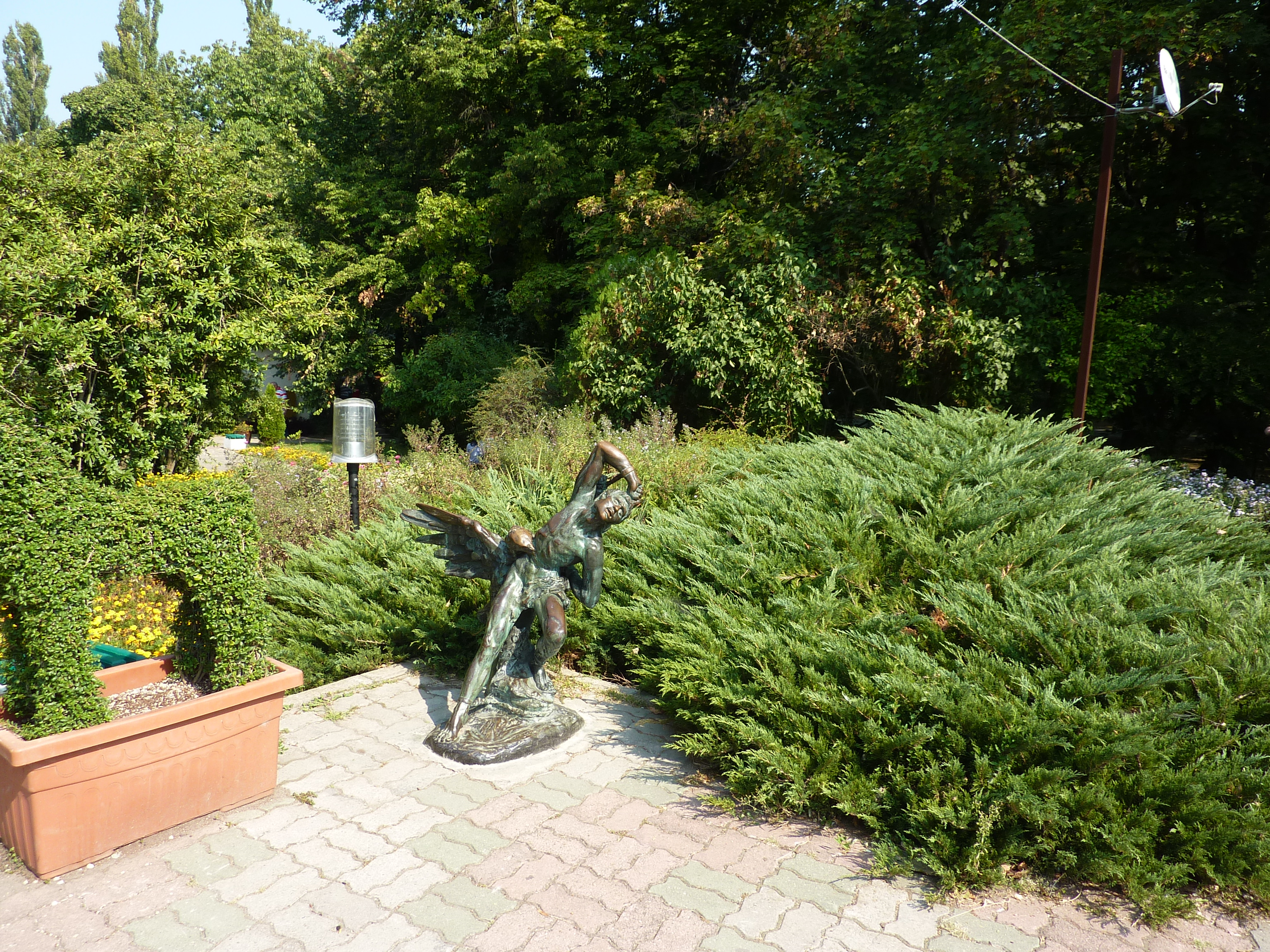
Prometheus-Statue
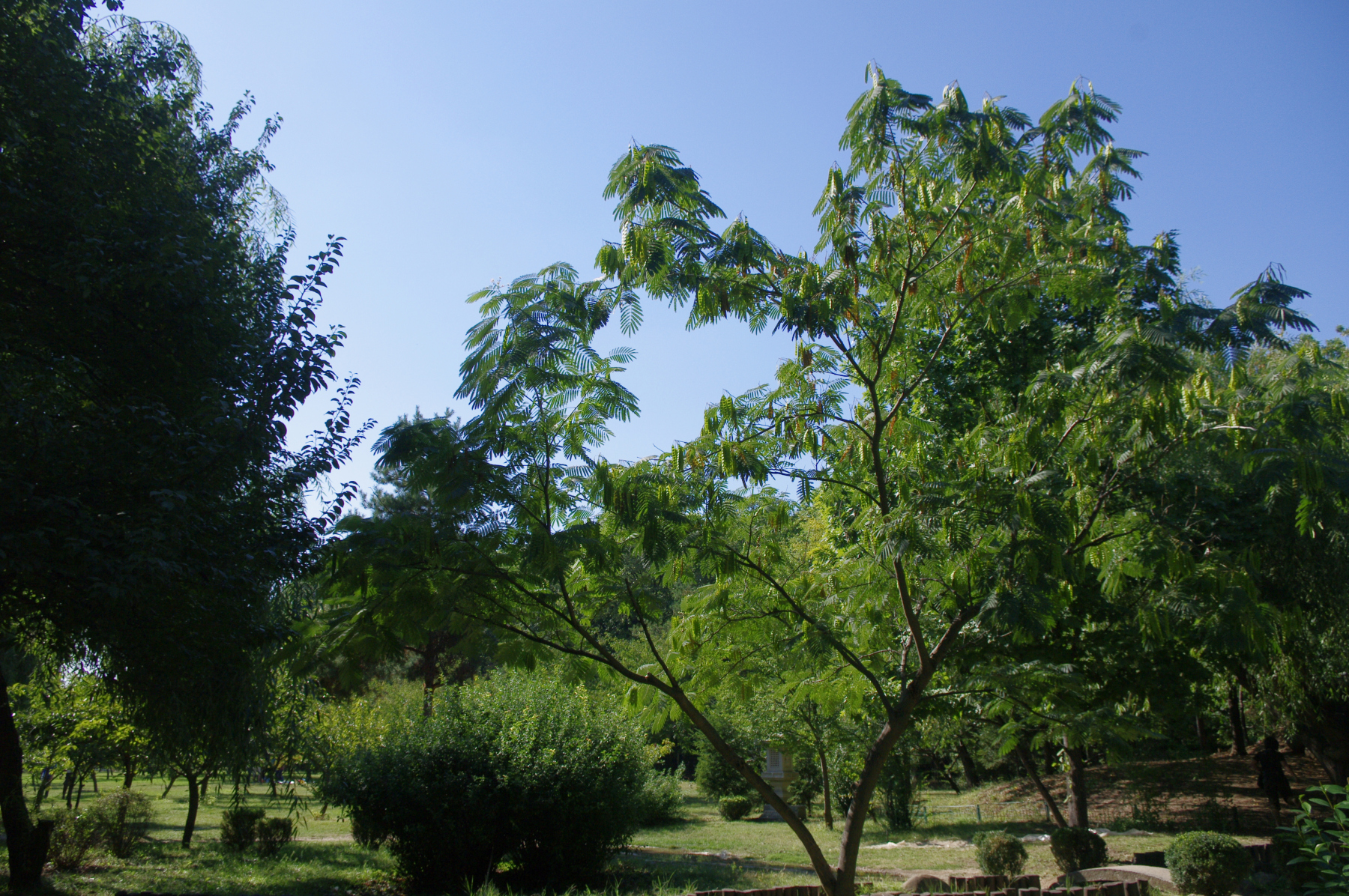
Japanischer Garten
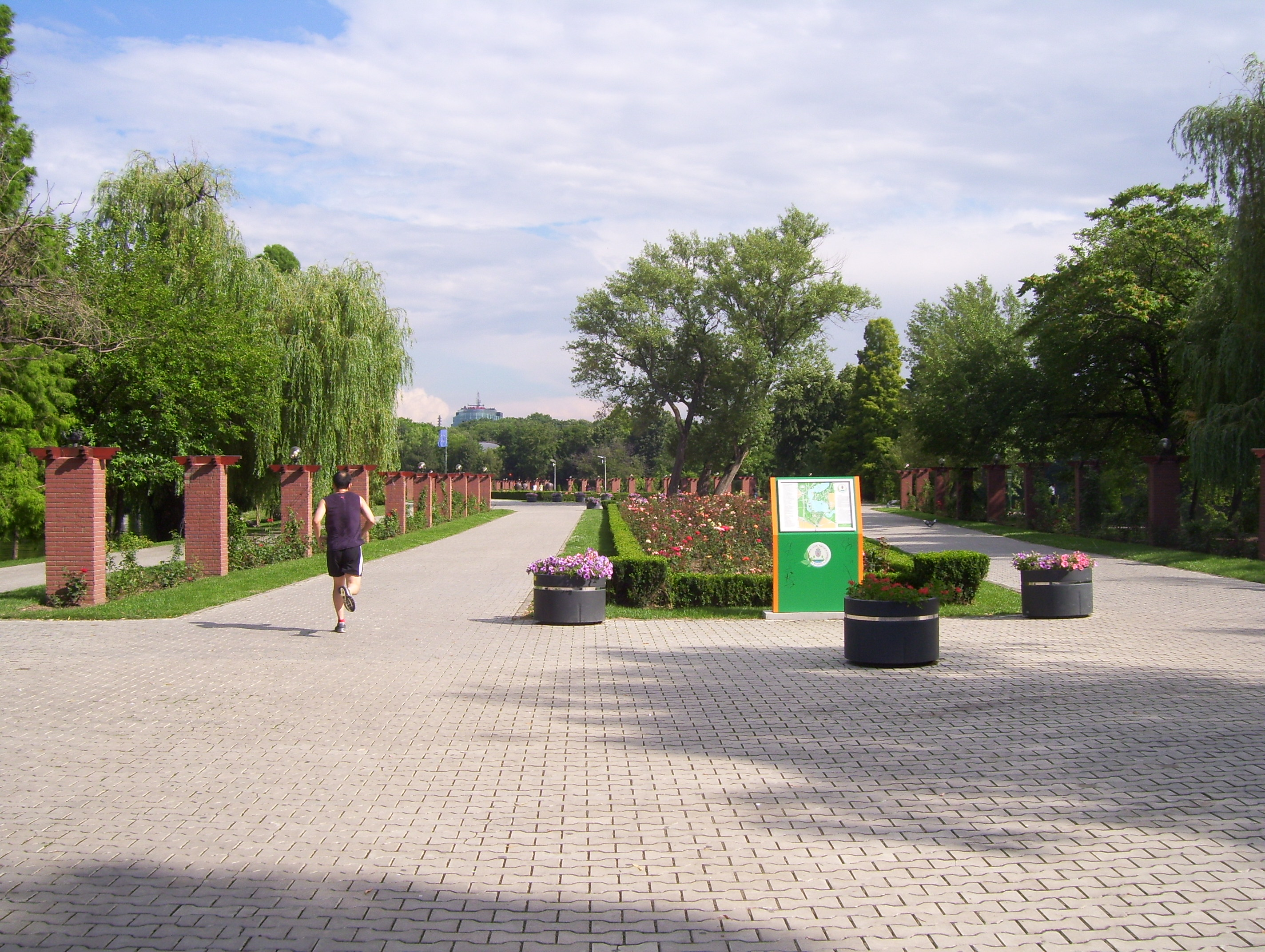
Parkallee